# Gietstaal

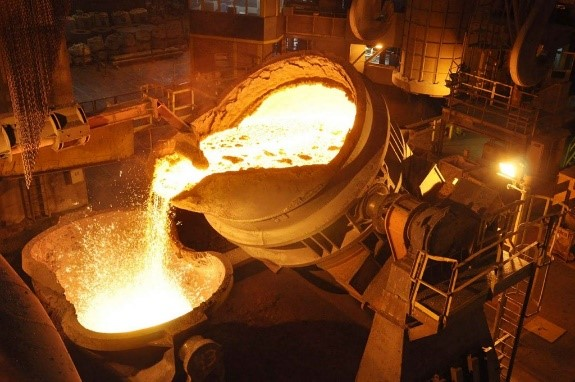
Het gieten van staal

Onder gietstaal, kroezenstaal of smeltkroes staal verstaat men staal dat, evenals gietijzer, in vormen gegoten kan worden.
Oorspronkelijk betrof het welstaal dat, na uit de puddeloven te zijn gekomen, werd omgesmolten tot smelt in een smeltkroes. Deze methode werd aanvankelijk toegepast om, in plaats van door te smeden, de slak te verwijderen. 
De omsmeltmethode werd omstreeks 1740 ontwikkeld door Benjamin Huntsman. Buiten Engeland vond ze ingang in Duitsland bij Krupp (1815) en Jacob Mayer (1836). De methode was met geheimzinnigheid omgeven, daar de juiste toeslagstoffen en de samenstelling van de vuurvaste bekleding van de kroezen, niet aan de concurrentie mocht worden prijsgegeven.
Aanvankelijk werd het staal in coquilles gegoten en als blokken (ingots) verkocht. Deze werden in smederijen verwerkt tot gebruiksvoorwerpen, gereedschappen en machine-onderdelen. In 1851 lukte het Jacob Mayer om het staal ook rechtstreeks in gewone gietvormen te gieten. Aldus werd veel smeedwerk overbodig.
Het staalgietwerk vond ingang voor de productie van wielbanden en -schijven voor de spoorwegen, scheepsonderdelen en machine-onderdelen.